# Viviez
Viviez é uma comuna francesa na região administrativa de Occitânia, no departamento de Aveyron. Estende-se por uma área de 6,53 km². Em 2010 a comuna tinha 1 280 habitantes (densidade: 196 hab./km²).